# Avro Tutor
O Avro Tutor (tipo 621) foi um avião biplano com motor único da Royal Air Force usado principalmente em meados da década de 1930 como avião de instrução. Pequenos números seriam usados durante a Segunda Guerra Mundial, mas em 1946 o seu serviço na Royal Air Force terminou. Além disso, o Avro Tutor foi, também, usado em pequenos números para uso na aviação civil.

## Design e desenvolvimento
Em 1929, o designer-chefe da Avro, Roy Chadwick, desenvolveu uma aeronave de treino de dois lugares para a Royal Air Force como sucessora do lendário, mas agora envelhecido Avro 504N . Após testes com materiais metálicos que já tinham sido feitos com sucesso pela Fokker, e a boa experiência feita com os primeiros aviões com armações de aço tubulares, Chadwick decidiu usar o material, que era mais estável que a madeira, também nesta construção.
Dependendo da aplicação, o novo modelo foi equipado com longarinas robustas e foi utilizado um estabilizador de aço, que era mais fácil de usar. O motor usado era um motor em linha de cinco cilindros, Armstrong Siddeley Mongoose IIIA (conhecido como Mongoose IIIC na versão militar posterior).

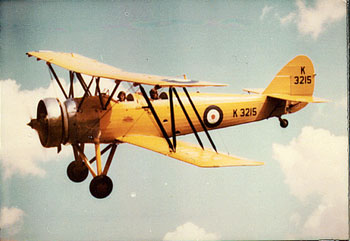
Avro 621 Tutor da Real Força Aérea Britânica

Construído com a especificação 3/30, os primeiros tutores seriam movidos pelo mesmo motor Mongoose IIIA do protótipo, com a maioria das aeronaves construídas após os 21 iniciais foi movida pelo motor Armstrong Siddeley Lynx IV de 240 hp. Outra ordem seguiu a RAF para 394 aeronaves e estas seriam construídas com uma especificação diferente das primeiras 21, 18/31.
O protótipo com o registro civil G-AAKT foi concluído em Martlesham em setembro de 1929 e foi apresentado pela primeira vez em Hendon em 28 de junho de 1930. A 5 de julho de 1930, a máquina, conhecida como Avro 621 Trainer, participou da Corrida da Copa do Rei e mostrou sua excelente capacidade de manobra.
Logo de seguida, a Avro recebeu um pedido do Ministério da Aviação para fornecer inicialmente 21 aeronaves, que foram testadas por várias unidades da Força Aérea Britânica. Em março de 1930, a Força Aérea Irlandesa possuía três máquinas (onde a aeronave tomou a alcunha de "Triton"), e uma aeronave com placa de licença civil foi para a companhia aérea australiana, Australian National Airways Ltd.
Após esse primeiro sucesso de vendas, o 621 foi modificado e motorizado com o mais forte Armstrong Siddeley Lynx IVC . Inicialmente, dois protótipos foram equipados com esse mecanismo, seguidos por um grande número de outras aeronaves com o Lynx IVC.  A versão movida a Mongoose foi chamada de 621 Trainer e a mais numerosa e potente aeronave com motor Lynx, Tutor. O Tutor também diferia da versão anterior por ter um leme mais arredondado.
O Avro Tutor tinha uma velocidade máxima de 122 mph, alcance de 250 milhas, teto de serviço de 16.200 pés e estava desarmado e começaria a entrar no serviço da Royal Air Force em outubro de 1931 com a Pilot Flying Academy Nº 3, em Spitalgate. Em 1933, a Flying Central School recebia as entregas da aeronave, tornando-se o instrutor básico da RAF.
O Avro Tutor tinha uma velocidade máxima de 122 mph, alcance de 250 milhas, teto de serviço de 16.200 pés e estava desarmado e começaria a entrar no serviço da Royal Air Force em outubro de 1931 com a Escola de Treinamento de Vôo Nº 3, RAF Spitalgate. Em 1933, a Escola Central de Vôo recebia as entregas da aeronave, tornando-se o instrutor básico da RAF.
Após os testes na Força Aérea Britânica, decidiu-se porventura colocar a aeronave, agora conhecida como Tutor Avro 621, em serviço como aeronave de instrução padrão a partir de junho de 1932. No entanto, várias mudanças tiveram que ser feitas na fábrica de antemão; um trem de aterragem modificado foi instalado e ailerons foram usados nas quatro superfícies - nas primeiras versões, apenas as asas inferiores tinham ailerons. 
Uma nova modificação foi realizada de raíz no modelo a partir de uma  solicitação do ministério da aviação em 1934. Uma máquina que foi testada em Martlesham em 1936 com outras mudanças fundamentais foi designada como Avro 621 Tutor Mk. II, mas permaneceu a única.
Com o sucesso dos tutores e os altos números de vendas, novas técnicas de produção em massa foram introduzidas na Avro. As aeronaves eram completamente montadas na fábrica de Newton Heath, depois levadas para o aeródromo de Woodford , a 24 quilómetros de distância, transportadas de avião, e transferidas de lá para os locais da RAF.
Com a introdução em serviço do Miles Magister em outubro de 1937, passou a assumir o papel de instrutor básico da Royal Air Force. Alguns Avro Tutor ainda estariam em serviço no início da Segunda Guerra Mundial (1939 - 1945), mas em 1944 o serviço do Tutor na RAF havia terminado com o último Avro Tutor liberado no dia 4 de setembro de 1946.

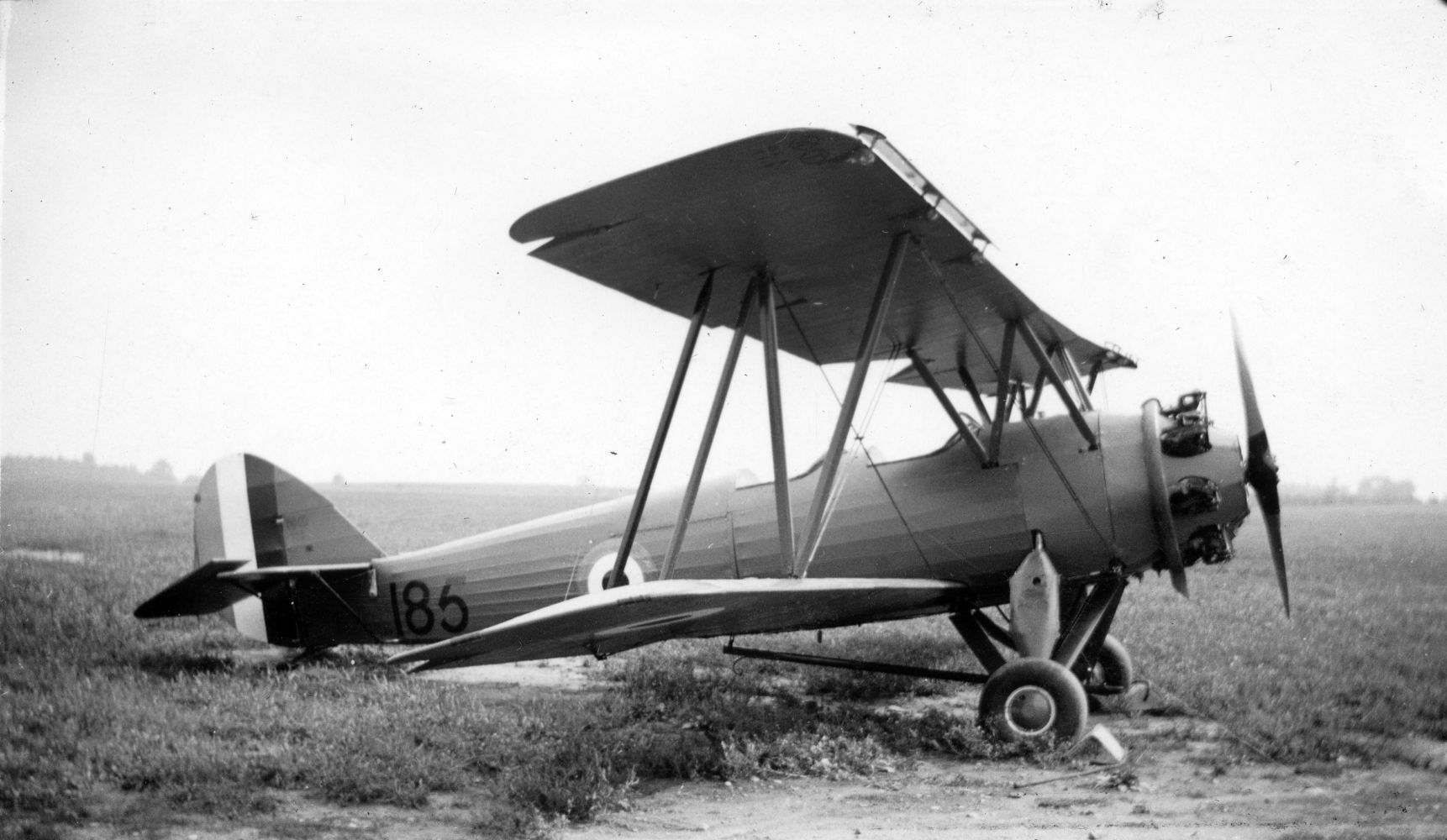
Avro Tutor da Real Força Aérea Canadiana

Além disso, uma versão naval do Tutor equipada com flutuadores duplos foi construída com a Especificação 26/34 e foi chamada de Avro Sea Tutor. Entre 1934 e 1936, catorze Sea Tutor's foram entregues à Escola de Treinamento de Hidroaviões, à RAF Calshot ou a Felixstowe para serem submetidos a testes na água. Em abril de 1938, os últimos Avro Sea Tutor's  foram retirados de serviço.
Além da Força Aérea Britânica, a sua principal cliente, foram entregues aeronaves à Marinha Dinamarquesa , à Força Aérea Grega e ao Ministério da Informação da Polônia . A Avro firmou um contrato de licença com a Dinamarca, mas, no final, apenas três aeronaves foram construídas lá. Para atingir o mercado de exportação durante os anos 1930, a Avro desenvolveu o Avro 626 Prefect, baseado no Tutor, com 198 sendo trazidos por várias forças aéreas no exterior, incluindo sete para a Royal Air Force para instrução de navegação aérea.
De 1930 a 1938, a Avro produziu um total de 795 Avro 621 Tutor, incluindo 310 sem motores. Quatro aeronaves estavam em serviço na Força Aérea Britânica em 1939. Após o fim da Segunda Guerra Mundial , várias aeronaves passaram para mãos civis.
Uma máquina (número de série K3215 / registro G-AHSA) ainda pertence (a partir de 2005) à coleção de aeronaves em Shuttleworth, em Old Warden (Inglaterra).